# Brügge (Holstein)
Brügge este o comună din landul Schleswig-Holstein, Germania.